# Зайналбеков, Зайналбек Абдуллабекович
Зайналбек Абдуллабекович Зайналбеков (5 ноября 1964, Буйнакск, Дагестанская АССР, РСФСР, СССР) — советский боксёр, советский и российский тренер по боксу и тайскому боксу. Заслуженный тренер России.

## Биография
В 1983 году стал мастером спорта СССР по боксу. Чемпион ЦС «Динамо» 1983 года. Основатель школы тайского бокса в Дагестане. В 1999 году стал заслуженным тренером России по тайскому боксу. Трижды признавался лучшим тренером России по тайскому боксу по номинации ФТБР/РЛМТ. С 1998 по 1999 годы являлся тренером сборной команды России по тайскому боксу, также лучшим тренером России по тайскому боксу. Тренер-преподаватель российской сборной команды по тайскому боксу на турнирах SA Boxing в Японии.

## Личная жизнь
Является выпускником факультета физического воспитания Дагестанского государственного педагогического института. Старший брат Шихшабека Зайналбекова.

## Известные воспитанники
- Исмаилов, Магомед Искандерович — чемпион мира по кикбоксингу и тайскому боксу;
- Абдуллаев, Муслим Кайсарович — чемпион мира и Европы по тайскому боксу;
- Рамазанов, Рамазан Магомедарипович — семикратный чемпион мира по профессиональному муай-тай.;
- Сулханов, Залимхан Алиханович — чемпион мира по боям без правил и по полноконтактному рукопашному бою;
- Абдусаламов, Магомед Магомедгаджиевич — чемпион России по боксу;
- Меджидов, Абдулнасыр Магомедрасулович — чемпион мира и Европы по тайскому боксу, чемпион Европы по кикбоксингу;
- Шамхалаев, Шахбулат Шамхалаевич — чемпион мира и России по тайскому боксу;
- Гайдарбеков, Шамиль Алиевич — чемпион Европы по тайскому боксу, призёр чемпионата мира по кикбоксингу;
- Магомедов, Арслан Багандалиевич — четырёхкратный чемпион мира по тайскому боксу;
- Расулов, Алибег Магомедрасулович — чемпион мира по любительскому ММА;
- Касумов, Джамал Гусейнович — двукратный чемпион мира по кикбоксингу;
- Мусаев, Мурадбек Мусаевич — чемпион Европы и России по тайскому боксу;